# Maggott
Maggott, il cui vero nome è Japheth (il cognome è sconosciuto), è un personaggio dei fumetti creato da Scott Lobdell e Joe Madureira, pubblicato dalla Marvel Comics. La sua prima apparizione avviene in Uncanny X-Men n. 345 (giugno 1997).
Maggott è un estroverso mutante sudafricano che parla con un marcato accento Afrikaans. Dopo aver fatto parte degli X-Men, si unì brevemente al team di Generation X. In seguito il personaggio venne per un po' dimenticato, ma ricomparve in Arma X, nel quale venne ucciso assieme ad altri mutanti nel campo di concentramento Neverland, anche se una delle sue lumache, che Maggott aveva donato a un bambino prevedendo la propria morte imminente, viene vista nel laboratorio di Sinistro

## Poteri e abilità
La sua mutazione, come annunciarono gli autori prima della comparsa del personaggio, è una delle più bizzarre dell'intero universo degli X-Men. Il suo apparato digerente è costituito da due enormi lumache semi-intelligenti, Eany e Meany, che possono all'occorrenza uscire dal suo addome, e sono in grado di digerire qualunque oggetto solido che si trovi nei paraggi. Una volta rientrate nel corpo di Maggott, possono fornirgli energie nutritive e conferirgli forza e resistenza eccezionali.
Inoltre, Maggott è in grado di rilevare impronte psichiche dall'ambiente circostante, cioè può rivivere nella sua mente eventi accaduti precedentemente nel luogo in cui si trova.